# Принцесса на Рождество
«Принцесса на Рождество» (англ. A Princess for Christmas) — семейная комедийная мелодрама 2011 года режиссёра Майкла Дамиана, снятая в телеформате. Мировая премьера: 21 ноября 2012 года.

## Сюжет
Жизнь Джулс Дэйли трудно назвать спокойной и размеренной. После гибели сестры и зятя девушка становится опекуном племянников. Джулс очень старается, но роль молодой матери пока даётся ей с большим трудом. У 13-летнего Майло переходный возраст в самом разгаре: парень постоянно дерётся, грубит и таскает из магазинов вещи, «забывая» за них заплатить. А за очаровательной 7-летней Мэдди нужен постоянный надзор, так как девчушка умудряется устраивать катастрофы на пустом месте.
Всё бы ничего, но перед самым Рождеством Джулс увольняют с работы. К тому же у неё ломается машина, кредитная карта почти пуста, а от детей сбегает очередная няня, заявив, что с её подопечными сможет справиться только отряд спецназа. Рождество обещает быть довольно тоскливым. Но тут, как в сказке, на пороге дома объявляется импозантный мужчина, который называется дворецким герцога Каслберри — свёкра погибшей сестры Джулс и, соответственно, дедушки её племянников. Когда-то аристократ рассорился с сыном, против отцовской воли женившимся на девушке, которая не имела титула и соответствующего положения в обществе. Но после того как сына и невестки не стало, у дедули проснулось что-то, напоминающее совесть, и он решил, наконец, повидать собственных внуков. А потому приглашает всё семейство на рождественские праздники. Джулс не имеет ни малейшего желания знакомиться с объявившимся родственником, который раньше и слышать о них не хотел. Но, понимая, что детям не помешает сменить напряжённую обстановку, переступает через свою гордость и соглашается.
Дворецкий отвозит их в настоящий средневековый замок с бесчисленным количеством шикарных комнат и штатом вышколенной прислуги. Там помимо сухаря герцога, давно позабывшего, каково это — радоваться жизни, их встречает его младший сын — молодой князь Каслбери. Естественно, Джулс как всякая романтичная девушка, выросшая на историях о прекрасных принцах, тут же влюбляется в него. Однако и красавец аристократ оказывается полностью очарован весёлой и жизнерадостной родственницей, так не похожей на чопорных и высокомерных женщин из его окружения…

## В ролях
| Актёр               | Роль                           |
| ------------------- | ------------------------------ |
| Кэти Макграт        | Джулс Дэйли                    |
| Сэм Юэн             | Эштон, князь Каслберри         |
| Роджер Мур          | Эдвард, герцог Каслберри       |
| Шарлотта Солт       | леди Арабелла Белмонт          |
| Трэвис Тернер       | Майло Хантнгтон                |
| Лейла де Меса       | Мэдди Хантнгтон                |
| Майлз Ричардсон     | Пэйсли Винтерботтом, дворецкий |
| Флорин Басуйок      | герцог Белмонт                 |
| Мариоара Стериан    | герцогиня Белмонт              |
| Алин Олтеану        | Флойд                          |
| Оксана Моравек      | миссис Бирх                    |
| Константин Флореску | Прист                          |
| Madalina Anea       | Эбигейл                        |